# 이우금
이우금(Lee, Woo-Keum, 李雨錦, 1953년 7월 4일~)은 대한민국의 상담학 교수이다. 평택대학교에서 상담학 교수를 역임하였고, 현재  사)한국청소년상담협의회와 로고스신학교의 상담학 교수로  있다. 한국목회상담협회 감독이며, 가나안교회 심리상담센터에서 센터장을 하였다. 어거스틴의 사랑(카리타스, caritas) 개념으로 박사학위를 받았다. 사랑과 행복을 주제로 교회와 여러 기관에서 크리스천 행복코치로서 활동하고 있다. 특히 조직신학적 관점에서 정서와 영성을 코칭하고 있으며, 클레르보의 베르나르의 신학을 기도와 사랑으로 해석하고 있다.

## 학력
- 이화여자대학교 국문과 졸업
- 성균관대학교 경영대학원을 졸업
- 서울신학대학교 상담대학원 석사(M.A.)
- 평택대학교 신학대학원 상담학 박사(Ph.D.)
- 평택대학교 신학대학원 조직신학 박사(Ph.D.)[6]

## 경력
- 평택대학교 피어선신학전문대학원 외래 교수 역임
- 한국목회상담협회 슈퍼바이저
- 사)한국청소년상담협의회 교수
- 가나안교회 심리상담센터장 역임
- 현 로고스신학교 상담학 교수

## 논문
- 어거스틴의 사랑 개념 연구 (평택대학교 피어선신학전문대학원 Ph.D. 2018)[7]
- 기독청년과 비기독청년의 사랑에 관한 내러티브 탐구 (평택대학교 피어선신학전문대학원 Ph.D. 2012)[8]
- Jay E. Adams와 Gary R. Collins의 기독교 상담이론 비교 (서울신학대학 석사, 2008)[9]

## 저서및 역서
- 어거스틴의 사랑 개념 (기독교문선교회, 2019)
- 이야기 심리학: 개인적 신화의 탐색과 재구성, Dan P. McAdmas (학지사, 2015)
- 클레르보 버나드의 기도, <영적 거장들의 기도> (홀리북클럽: 2022년)
- 어거스틴의 사랑을 통한 성도의 치유, <교회통찰> (세움북스: 2020년)

## 논문
- 청년기 이성교제에 관한 내러티브탐구, 피어선 신학 논단 제1권 제1호 2012.08 113 - 127.[10]

## 같이 보기
- 한국의 신학자 목록
- 한국의 여성신학자